# Pont del km 3 de la carretera N-243
El Pont del km 3 de la carretera N-243 és una obra de Castellví de Rosanes (Baix Llobregat) inclosa a l'Inventari del Patrimoni Arquitectònic de Catalunya.

## Descripció
Pont de carreus de pedra ben escairats, de mida mitjana, disposats en filades i units amb morter. El pont té un sol ull i als laterals hi creix la vegetació que el cobreix parcialment. S'han posat baranes de ferro com a mesura de protecció pe als vehicles, ja que es troba a la carretera que va de Castellví de Rosanes cap a les Deveses, pràcticament just abans de l'últim municipi.